# Bělá nad Radbuzou (zámek)
Zámek Bělá nad Radbuzou stojí v centru stejnojmenného města v okrese Domažlice v Plzeňském kraji. Od roku 1995 je chráněn jako kulturní památka České republiky.

## Historie
První písemná zmínka o Bělé sice pochází z roku 1121, ale až do poloviny 16. století spadala pod Přimdu, takže zde žádné panské sídlo zřejmě nestálo. V polovině 16. století ji spolu s Újezdem Svatého Kříže odkoupili Lamingerové z Albenreuthu. V roce 1600 ji sice Rudolf II. odprodal Jeronýmovi Puchfelderovi z Presoti, ale už nedlouho poté se vrátila zpět do vlastnictví Lamingerů. Zřejmě roce 1614, patrně za Volfa Josefa Lamingera (poprvé jako majitel Bělé uváděn o rok později), byl ve městě vystavěn renesanční zámek s pivovarem. Ten ovšem v roce 1623 na základě konfiskace o majetek přišel a do majetku ho získal jeho bratr Volf Vilém Laminger. Ve stejné době došlo ke spojení se svatokřížským statkem a zámek posléze do 19. století sloužil jako sídlo panských úřadů. V průběhu své existence prošel řadou drobných úprav. V letech 1686-1796 byl v majetku Cukrů z Tamfeldu, jak dokládá erb nad vchodem do zámecké budovy. Rekonstrukci historie zámku ztěžuje nedostatek písemných pramenů. 

## 21. století
Od požáru v roce 2014 zámek nebyl udržovaný a postupně chátral. Od majitele, který se o ruinu nestaral, v roce 2018 zchátralý objekt i s pozemky koupilo město. Po několika letech příprav byla zahájena oprava, která má být dokončena v roce 2024. V  opraveném zámečku mají sídlit různé sociální služby a klub seniorů.
Historickou stodolu, která sousedí s renesančním zámečkem, nechalo město rovněž zrekonstruovat a od ledna 2024 uvnitř budovy zřídilo kluziště s umělým ledem. Kluziště využívá místní škola, určité hodiny jsou vyhrazeny i pro veřejnost. Mimo zimní období objekt slouží k pořádání kulturních a společenských akcí. Do budoucna se počítá ještě s rekonstrukcí chlévů v hospodářském dvoře zámku, kde by podle projektu měl být zřízen pivovar a pohostinství.

## Galerie

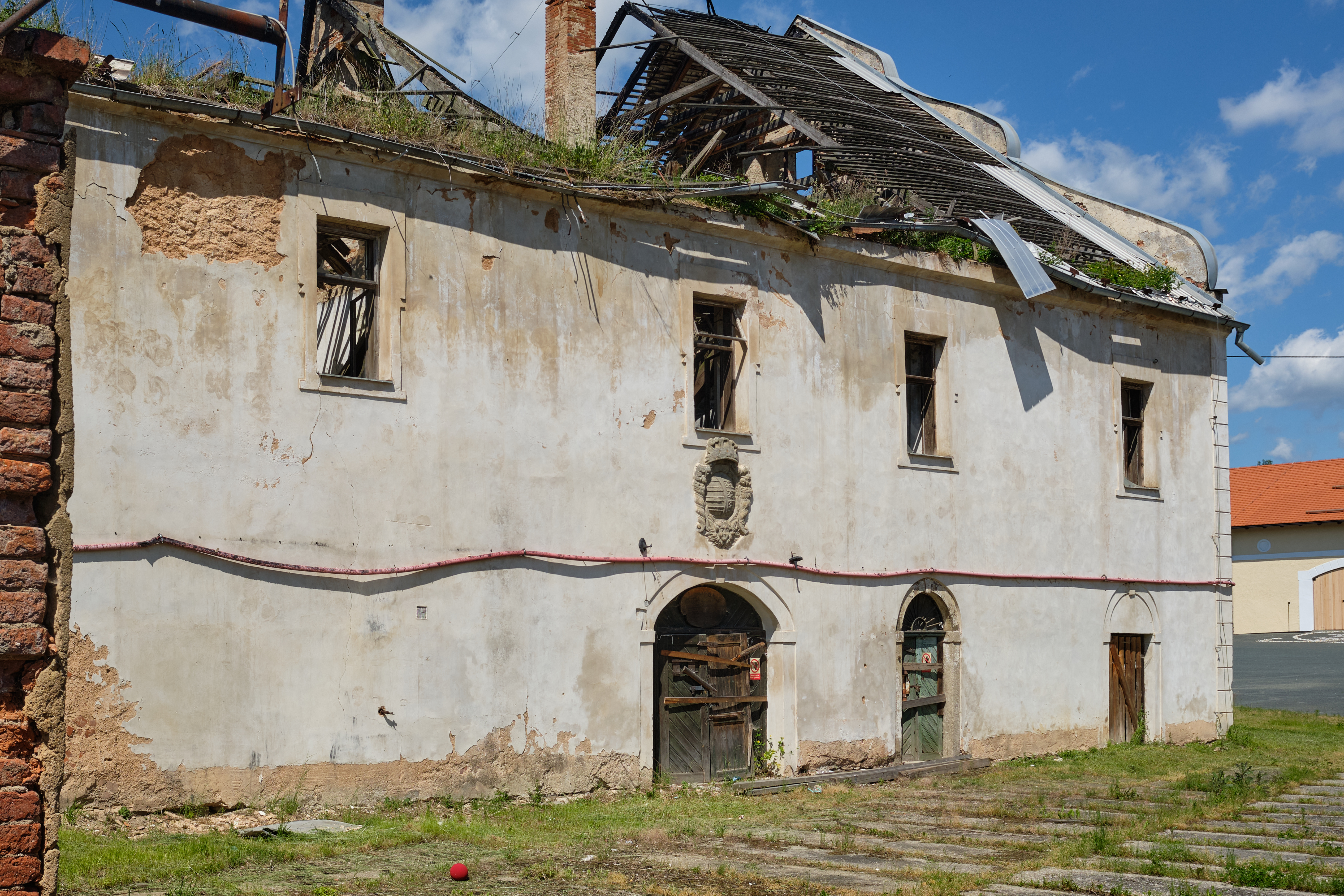
Stav tvrze v roce 2022
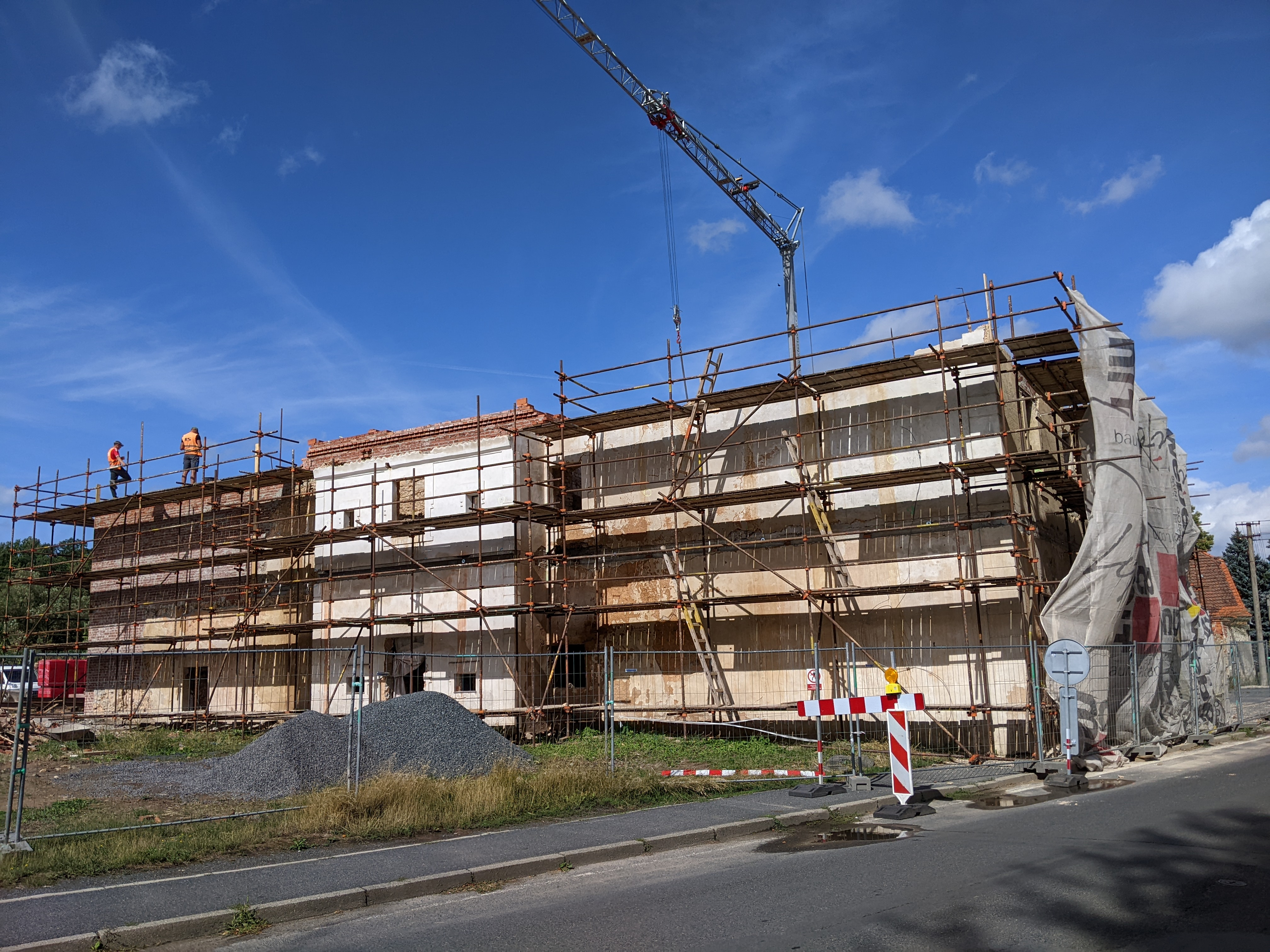
Opravy (červenec 2023)
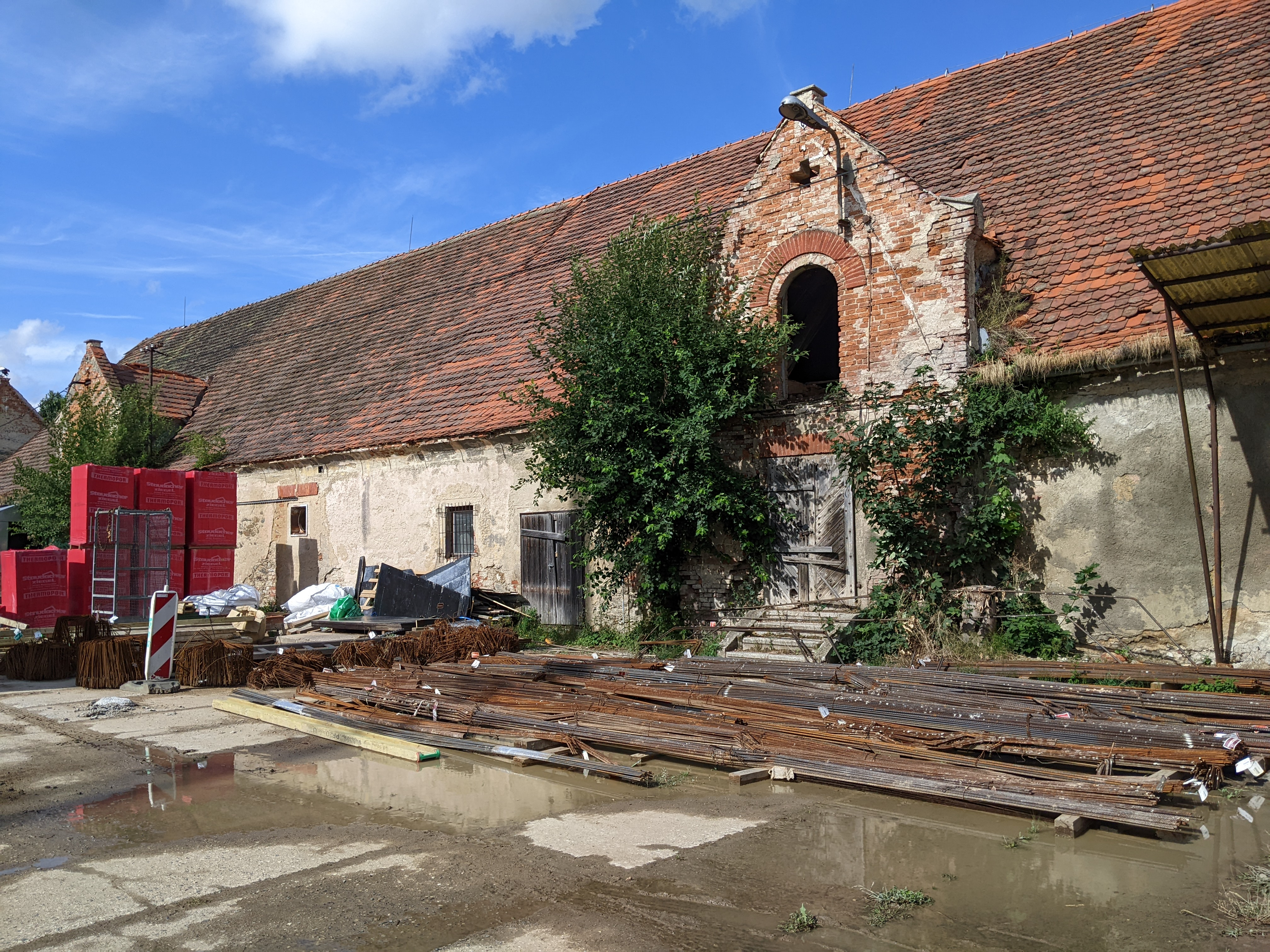
Areál dvora v roce 2023
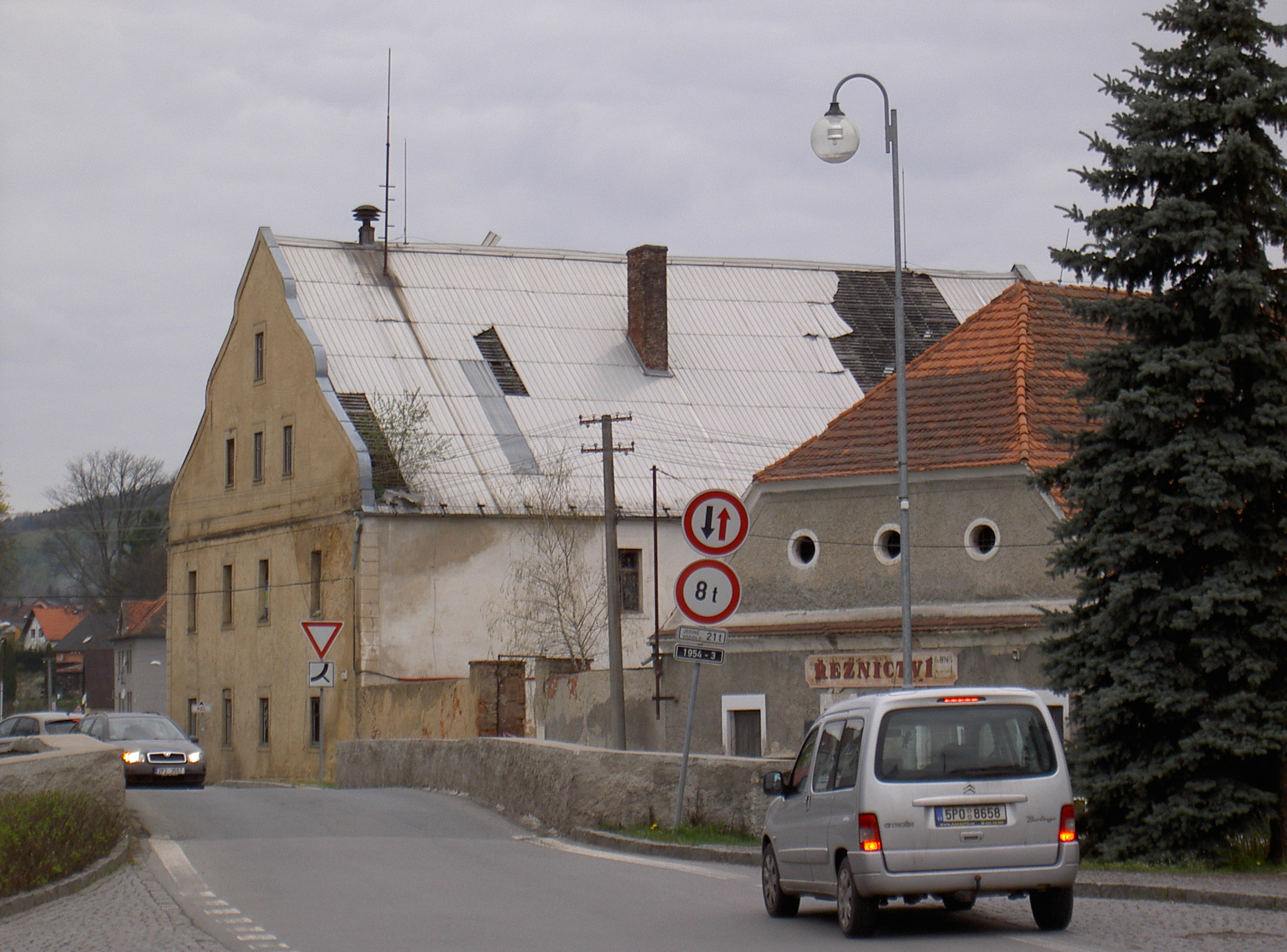
Zámeček před požárem